# Sääre nina
Sääre nina är en udde på Dagö i västra Estland. Den ligger i Pühalepa kommun i Hiiumaa (Dagö), 120 km väster om huvudstaden Tallinn.
Den ligger på östra Dagö vid Hares sund på vars andra sida Ormsö är beläget. Från udden utgår ett grunt undervattensrev som avslutas 4,7 km åt nordöst vid ön Kakralaid. Väst om udden ligger två mindre öar, Kukarahu och Pikkrahu, åt öst ligger Oxholm och åt söder ligger udden Tähva nina på Dagö. 
Runt Sääre nina är det mycket glesbefolkat, med 6 invånare per kvadratkilometer. Byarna Suuresadama (betyder Storhamnen och namngiven efter den där belägna hamnen) och Sääre ligger närmast inåt landet. Närmaste större samhälle är Kärrdal, 11 km väster om Sääre nina. 
Klimatet i området är tempererat. Årsmedeltemperaturen i trakten är 6 °C. Den varmaste månaden är augusti, då medeltemperaturen är 17 °C, och den kallaste är mars, med 3 °C.